# Dyschoriste keniensis
Dyschoriste keniensis är en akantusväxtart. Dyschoriste keniensis ingår i släktet Dyschoriste och familjen akantusväxter.

## Underarter
Arten delas in i följande underarter:
- D. k. glandulifera
- D. k. keniensis